# Ladislao Kán
Ladislao Kán (en húngaro: Kán László ¿?-antes de agosto de 1315) fue un noble húngaro del siglo XIV. Portó el título de vaivoda de Transilvania (1295–1315) y en medio de los problemas sucesorios en 1301 instauró sus territorios una entidad político-administrativa independiente que acabó cuando Carlos Roberto de Anjou fue coronado definitivamente como rey húngaro en 1307.

## Biografía
Luego de que el rey Andrés III de Hungría derrotó al noble Rolando Borsa que había logrado adquirir una enorme concentración de poder, el monarca decidió nombrar a Ladislao Kán como vaivoda de Transilvania en 1295. Sin embargo, con este el rey no halló tranquilidad ni fidelidad, pues Kán pronto se apropió de las minas reales y se hizo nombrar ispán de los sículos y los sajones que vivían en sus dominios. De esta forma, Kán que también era ispán de la provincia de Szolnok, se apoderó de todos los ingresos reales de las minas y estas provincias. Se comportó como un rey verdadero: inclusive intervino en la elección del arzobispo de la ciudad de Várad, consiguiendo que su candidato el dominico Benedek fuese electo en 1307 por el consejo canónigo.
Luego de la desaparición de la Casa de Árpad con la muerte de Andrés III, puesto que su esposa era una princesa germánica, decidió apoyar a Otón III Duque de Baviera, quien era uno de los pretendientes al trono húngaro. Por una parte estaba Carlos Roberto de Anjou, un joven que había luchado aguerridamente por el control de Hungría. La inestabilidad había forzado a que el niño Wenceslao de Bohemia, abandonase el reino húngaro, tras lo cual Otón se hizo coronar. Pero los ejércitos de Carlos Roberto pronto lo forzaron a huir. Por esto, el Duque de Baviera vio en Ladislao Kán un poderoso aliado y así decidió pactar con él. En el acuerdo, Ladislao Kán le daba su hija como esposa a Otón, en vez de otorgársela al monarca serbio Uros II que deseaba conseguir aliados fuertes. Otón pronto arribó a Transilvania esperando tomar la mano de la joven, pero fue apresado y la Santa Corona Húngara pasó a manos de Ladislao Kán.
De inmediato Ladislao reconoció a Carlos Roberto como rey húngaro y posteriormente liberó a Otón, quien huyó a Baviera para no volver de nuevo a Hungría. Sin embargo, para que la coronación de Carlos Roberto fuese completamente legítima, era necesario llevarla a cabo con la Santa Corona, pero Ladislao no se presentó en la asamblea de elección real para no tener que entregar la corona. 
Ante esta situación, el Papa Clemente V envió un embajador papal, Gentile, quien condujo las negociaciones con Ladislao Kán, para que este devolviese la corona. Sin embargo, este rehusó, ante lo cual el embajador papal lo excomulgó en 1309, tras lo cual pronto entregó la corona al arzobispo Tomás de Estrigonia. Luego de la coronación del rey Carlos Roberto, este, como signo de tregua y paz, viajó a Transilvania en 1310, pero Ladislao Kán no permitió la entrada a su castillo de la guardia real. Por lo cual el rey nombró vaivoda transilvano a Nicolás Pok en su lugar en 1315, tras lo cual lo forzó a retirarse de sus territorios.
Los ejércitos reales húngaros de Carlos Roberto, solo consiguieron controlar los territorios transilvanos tras la muerte de Ladislao Kán en 1316 tras la batalla de Déva. Sin embargo, los hijos de Kán se alzaron en varias oportunidades contra el rey en la década de 1320, causando graves problemas a los voivodas Dózsa Debreceni (1318-1321) y Tomás Szécsényi (1321-1333).